# Molophilus aphantus
Molophilus aphantus là một loài ruồi trong họ Limoniidae. Chúng phân bố ở miền Australasia.